# Jakob Rosanes
Jakob Rosanes (Brody, Áustria-Hungria, atual Ucrânia, 16 de agosto de 1842 — 6 de janeiro de 1922) foi um matemático alemão. Trabalhou com geometria algébrica e teoria dos invariantes e foi mestre enxadrista.
Rosanes estudou na Universidade de Berlim e na Universidade de Wrocław, onde obteve o doutorado em 1865 e trabalhou durante o resto de sua vida. Tornou-se professor em 1876 e foi reitor em 1903–1904 e contribuiu com trabalhos significativos em transformações de Cremona.

## Jogos de xadrez notáveis
- Jakob Rosanes vs Adolf Anderssen, Breslau 1862, Jogo Espanhol: Defesa de Berlim. Gambito do Rio Aceito (C67), 1-0 Às vezes, Rosanes era capaz de derrotar até mesmo um dos melhores mestres de sua época, Adolf Anderssen.
- Jakob Rosanes vs Adolf Anderssen, Breslau, 1863, Gambito do Rei: Aceito. Gambito de Kieseritsky Defesa de Anderssen (C39), 0-1 ...mas, como mostra esta bela partida, o resultado oposto provavelmente era bastante comum em suas partidas.